# ヘンドリクス・ファン・デ・サンデ・バクホイゼン
ヘンドリクス・ファン・デ・サンデ・バクホイゼン（Hendrikus van de Sande Bakhuyzen、1795年1月2日 - 1860年12月12日）は、オランダの版画家、画家である。風景画を描き、ハーグ派の画家たちの先駆者の一人とされている。

## 略歴
デン・ハーグで生まれた。祖父のヘンドリクス・バクホイゼン（Hendrikus Backhuijsen: 1729-1811）が書店、出版社を開き、父親のヘーリット・バクホイゼン（Gerrit Backhuijsen (1758-1843）も出版の仕事を継いだ。多くの芸術家や出版の仕事をした人物を出したバクホイゼン家の一族で兄の息子のアレキサンデル・ヒエロニムス・バクホイゼン（Alexander Hieronimus Bakhuijsen: 1826-1878）は画家、版画家になった。ヘンドリクス・ファン・デ・サンデ・バクホイゼンは、1819年から母親（Jacoba van de Sande）の姓を、姓に付加して「ファン・デ・サンデ・バクホイゼン」に姓を変えることを国王に許され、作品に「H vd S Bakhuyzen」と署名するようになった。
ソフィー・ヴィルヘルミナ・キール（Sophie Wilhelmina Kiehl:1804-1881）と結婚し、子供には画家のヘラルディーネ・ファン・デ・サンデ・バクホイゼン（Gerardine Jacoba van de Sande Bakhuyzen: 1826–1895)とユリウス・ファン・デ・サンデ・バクホイゼン（Julius van de Sande Bakhuyzen: 1835-1925)、天文学者のヘンドリクス（Hendricus Gerardus van de Sande Bakhuyzen: 1838–1923)とエルンスト（Ernst F. van de Sande Bakhuyzen: 1848-1918)らがいる。家族は1824年からデン・ハーグのNieuwe Havenに住み、スタジオを邸の中に建てた。
ハーグの絵画学校（Vrije Haagsche Teekenacademie）で Joannes Heijmansという画家に絵画を学び、その後 Simon Andreas Krauszからも学んだ。後にハーグ絵画協会（Haags Tekengenootschap）の会員になった。
風景画家となり、17世紀の画家、パウルス・ポッテル（1625-1654）の作品から影響を受けて、家畜のいる風景を描いた。
1822年にアムステルダム王立美術アカデミーの会員に選ばれ、ハーグの絵画学校の理事にもなった。
ウィレム・ルーロフス（1822-1897）やピーテル・ストルテンベカー（Pieter Stortenbeker: 1828-1898)、マリー・ビルデルス＝ファン・ボッセ(1837-1900）、フランソワ・ピーター・テル・ムーレン（François Pieter ter Meulen: 1843–1927）らを教え、ハーグ派の画家たちの先駆者の一人とされている。

## 作品

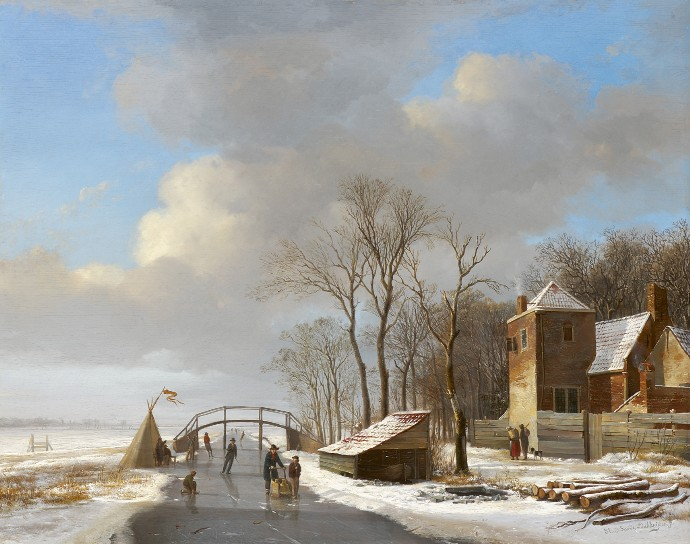
スケーターがいる雪に覆われた干拓地の風景(c.1820)
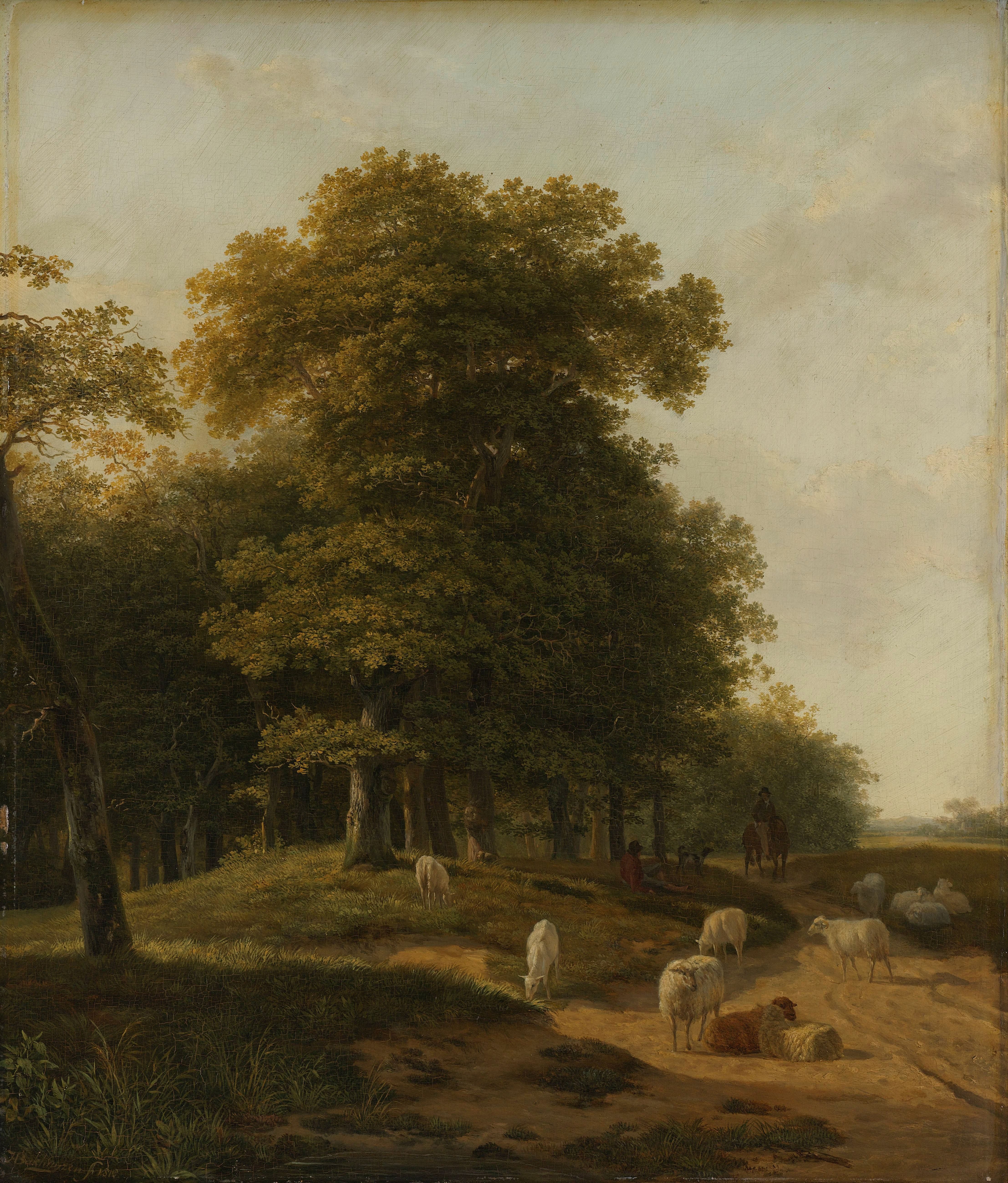
デン・ヘルダーの風景 アムステルダム国立美術館
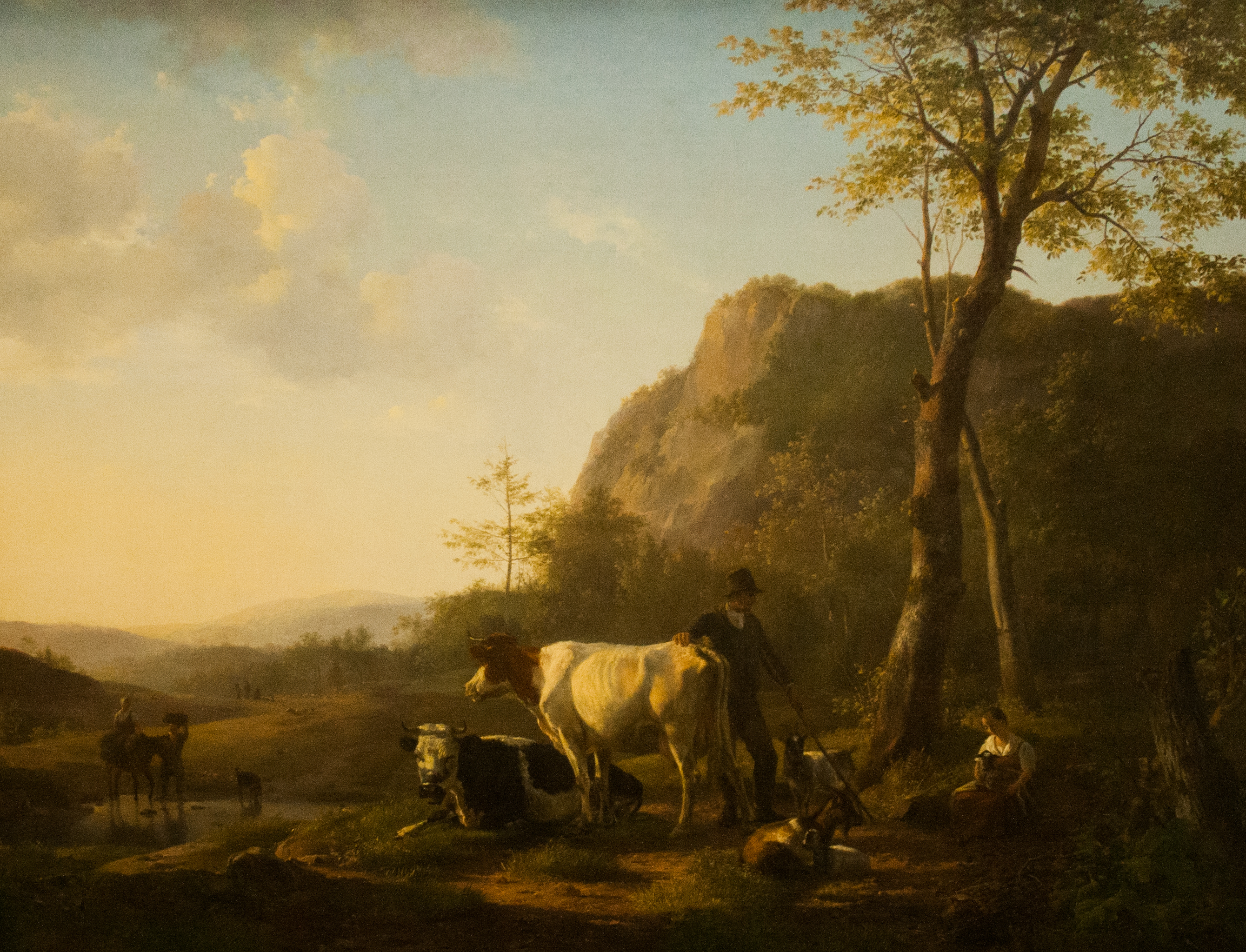
農民と家畜のいる山の風景 Teylers Museum
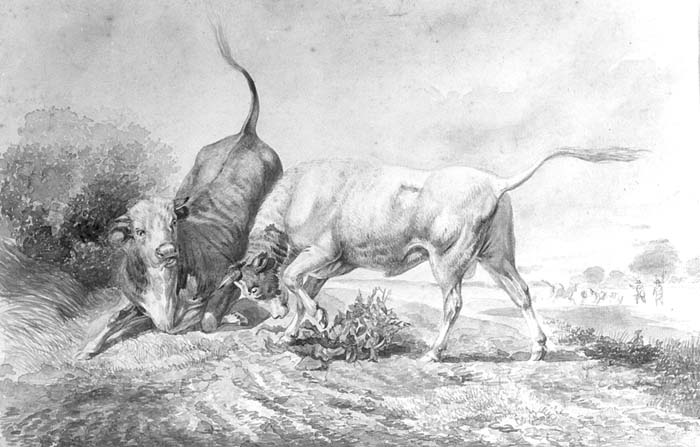
闘かう牛